# Corinne (Utah)
Pour les articles homonymes, voir Corinne (homonymie).
Corinne (en anglais [kəˈrɪn) est une municipalité de l’État de l'Utah, aux États-Unis. Sa population s’élevait à 685 habitants lors du recensement de 2010, estimée à 703 habitants en 2016.

## Histoire
La localité porte le prénom de la fille d’un de ses fondateurs.
Depuis sa fondation en 1869 et pendant les dix années qui suivirent, Corinne a été la capitale non officielle des non-mormons du Territoire de l'Utah.

## Source
- (en) Cet article est partiellement ou en totalité issu de l’article de Wikipédia en anglais intitulé « Corinne, Utah » (voir la liste des auteurs).

1. ↑  « Population and Housing Unit Estimates » (consulté le 9 juin 2017)
2. ↑  « Census of Population and Housing » [archive du 12 mai 2015], Census.gov (consulté le 4 juin 2015)